# اقا اكبرن (اكصور)
اقا اكبرن هو دُوَّار يقع بجماعة أقا إيغان، إقليم طاطا، جهة سوس ماسة في المملكة المغربية. ينتمي الدوّار لمشيخة اكصور التي تضم 5 دواوير. يقدر عدد سكانه بـ 942 نسمة حسب الإحصاء الرسمي للسكان والسكنى لسنة 2004.

## روابط خارجية
- البوابة الوطنية للجماعات الترابية
- المندوبية السامية للتخطيط